# Harald Laurensson (Ängaätten)
Harald Laurensson (Ängaätten), född på 1300-talet, död på 1400-talet, var en svensk häradshövding.

## Biografi
Harald Laurensson (Ängaätten) var son till Lars Ölfsson (Ängaätten) och Abrahamsdotter. Han var 1409 och 1415 häradshövding i Allbo härad.

### Egendom
Han ägde jord i Allbo härad och Kinnevalds härad i Småland.

### Familj
Harald Laurensson var 1410 gift med Bengta Liyadotter, dotter till Liya Håkansson. De fick tillsammans barnen riddaren, riksrådet Laurens Haraldsson (Ängaätten), Birgitta Haraldsdotter som var gift med riddaren Knut Bertilsson Grundis och Erland Haraldsson (död senast 1437).